# بيتر شنايدر (موزع)
بيتر شنايدر (بالألمانية: Peter Schneider)‏ هو موزع نمساوي، ولد في 26 مارس 1939 في فيينا في النمسا.

## وصلات خارجية
- بيتر شنايدر على موقع IMDb (الإنجليزية)
- بيتر شنايدر على موقع ميوزك برينز (الإنجليزية)
- بيتر شنايدر على موقع ديسكوغز (الإنجليزية)
- بيتر شنايدر على موقع قاعدة بيانات الفيلم (الإنجليزية)